# Biesiec (województwo łódzkie)
Biesiec – wieś w Polsce, położona w województwie łódzkim, w powiecie sieradzkim, w gminie Złoczew.
| SIMC    | Nazwa     | Rodzaj                 |
| ------- | --------- | ---------------------- |
| 0722176 | Filipole  | część wsi (do 2023 r.) |
| 0722182 | Przylepka | część wsi              |

W latach 1975–1998 miejscowość administracyjnie należała do województwa sieradzkiego.